# Doorslag (kanał)
Doorslag – kanał w Nieuwegein, w prowincji Utrecht, w Holandii. Liczy nieco ponad 2 km i łączy kanał Merwedekanaal z początkiem rzeki Hollandse IJssel. Został utworzony w 1125 roku.
Kanał został wykopany w 1125 roku jako część kanału Nye Vaert (później nazwanego Vaartse Rijn) łączącego miasto Utrecht z Hollandse IJssel, która w tamtym czasie swój bieg rozpoczynała dalej na południe jako odgałęzienie rzeki Lek (nowy kanał umożliwiał więc żeglugę z Utrechtu do rzeki Lek). W 1285 roku na rzece Hollandse IJssel tuż przy rozgałęzieniu z Lek postawiono tamę, uniemożliwiając tym samym przeprawę z Utrechtu do rzeki Lek. Aby ją przywrócić, w 1373 roku wydłużono kanał Vaartse Rijn (dziś jego znaczna część stanowi fragment Merwedekanaal), łącząc go bezpośrednio z Lek. Obecny kanał Doorslag stał się wówczas odgałęzieniem kanału Vaartse Rijn, łączącym go z Hollandse IJssel. W końcowym biegu, tuż przy zakręcie, na którym zamienia się on w Hollandse IJssel, do kanału wpływa rzeka Kromme IJssel płynąca dawnym korytem Hollandse IJssel, wyschniętym po postawieniu tamy.